# راينر روب
راينر روب (بالألمانية: Rainer Rupp )‏ (و. 1945  م) هو اقتصادي، وضابط استخبارات، وصحفي الرأي، وكاتب ألماني، ولد في زارلوييس، هو عضوٌ في الحزب الشيوعي الألماني.

## التعليم
تعلم في جامعة بروكسل الحرة ‏ (منذ 1969)، وجامعة ماينتس، في تخصص إدارة الأعمال.

## وصلات خارجية
- راينر روب على موقع IMDb (الإنجليزية)
- راينر روب في قاعدة بيانات الأفلام على الإنترنت